# Катар на літніх Олімпійських іграх 2008
Катар на літні Олімпійські ігри 2008 був направлений Національним олімпійським комітетом Катару. У заявці Катару було представлено 22 спортсмена у семи видах спорту, які не завоювали медалей.

## Склад олімпійської команди

### Плавання
| Спортсмен             | Дисципліна            | Кваліфікація | Кваліфікація | Півфінал        | Півфінал        | Фінал           | Місце |
| Спортсмен             | Дисципліна            | Час          | Місце        | Час             | Місце           | Час             | Місце |
| --------------------- | --------------------- | ------------ | ------------ | --------------- | --------------- | --------------- | ----- |
| Мохаммед Осама Алараг | Чоловіки, 100 м, брас | 1:10,83      |              | Закінчив виступ | Закінчив виступ | Закінчив виступ | 61    |

### Стрільба
Чоловіки
| Спортсмен        | Дисципліна | Кваліфікація | Кваліфікація | Фінал           | Фінал           | Місце |
| Спортсмен        | Дисципліна | Очок         | Місце        | Очок            | Підсумок        | Місце |
| ---------------- | ---------- | ------------ | ------------ | --------------- | --------------- | ----- |
| Нассер Аль-Аттія | Скит       | 117          | 15           | Закінчив виступ | Закінчив виступ | 15    |
| Рашид Хамад      | Скит       | 106          | 37           | Закінчив виступ | Закінчив виступ | 37    |

Нассер Аль-Аттія відоміший як автогонщик: чемпіон світу з ралі (WRC) 2006 року у категорії «Продакшн» та учасник Ралі Дакар.

### Стрільба з лука
Чоловіки
| Спортсмен | Розряд   | Пристрілка | Пристрілка | 1/64                     | 1/32            | 1/16            | Чвертьфінал     | Півфінал        | Фінал           | Фінал           |
| Спортсмен | Розряд   | Очок       | Місце      | Суперник Очок            | Суперник Очок   | Суперник Очок   | Суперник Очок   | Суперник Очок   | Суперник Очок   | Місце           |
| --------- | -------- | ---------- | ---------- | ------------------------ | --------------- | --------------- | --------------- | --------------- | --------------- | --------------- |
| Алі Салем | Особисті | 627        | 57         | Їм Дон Хюн Пор 103 — 108 | Закінчив виступ | Закінчив виступ | Закінчив виступ | Закінчив виступ | Закінчив виступ | Закінчив виступ |

### Тхеквондо
Чоловіки
| Спортсмен                   | В/К      | 1/16                    | Четвертьфнал       | Півфінал           | Фінал              |
| Спортсмен                   | В/К      | Суперник Результат      | Суперник Результат | Суперник Результат | Суперник Результат |
| --------------------------- | -------- | ----------------------- | ------------------ | ------------------ | ------------------ |
| Абдулькадер Хікматов Сархан | До 80 кг | Рашад Ахмадов Пор 0 — 5 | Закінчив виступ    | Закінчив виступ    | Закінчив виступ    |

### Важка атлетика
Чоловіки
| Спортсмен          | В/К     | Ривок     | Ривок | Поштовх   | Поштовх | Сума | Місце |
| Спортсмен          | В/К     | Результат | Місце | Результат | Місце   | Сума | Місце |
| ------------------ | ------- | --------- | ----- | --------- | ------- | ---- | ----- |
| Джабер Саїд Салем? | +105 кг |           |       |           |         |      |       |

### Фехтування
| Спортсмен        | Розряд          | 1/64                     | 1/32                 | 1/16                 | Чвертьфінал          | Півфінал             | Фінал                |
| Спортсмен        | Розряд          | Суперник Очок            | Суперник Очок        | Суперник Очок        | Суперник Очок        | Суперник Очок        | Суперник Очок        |
| ---------------- | --------------- | ------------------------ | -------------------- | -------------------- | -------------------- | -------------------- | -------------------- |
| Халід Аль-Хамаді | Особиста рапіра | Choi Byung-Chul Пор 3-15 | Очок Закінчив виступ | Очок Закінчив виступ | Очок Закінчив виступ | Очок Закінчив виступ | Очок Закінчив виступ |